# 4067 Mikhelʹson
4067 Mikhelʹson è un asteroide della fascia principale. Scoperto nel 1966, presenta un'orbita caratterizzata da un semiasse maggiore pari a 2,6281177 UA e da un'eccentricità di 0,1862579, inclinata di 6,32771° rispetto all'eclittica.